# Maurice Antony
Maurice Antony (Ieper, 9 juni 1883 – Oostende, 21 juni 1963) was een Belgisch fotograaf, wiens foto's een kunstzinnig ooggetuigenverslag geven van de bewogen periode van de Eerste Wereldoorlog en de daaropvolgende jaren van het interbellum. Samen met jongere broer Robert, neemt hun oeuvre een unieke plaats in tussen de grote Belgische fotografen in de eerste helft van de twintigste eeuw. Door hun fotoreportages over de verwoesting van Ieper en omgeving tijdens de Eerste Wereldoorlog en daarna van het mondaine leven, het artistieke leven en het strandleven in Oostende tijdens het interbellum vormden de gebroeders Antony een ware kunsthistorische schat. 

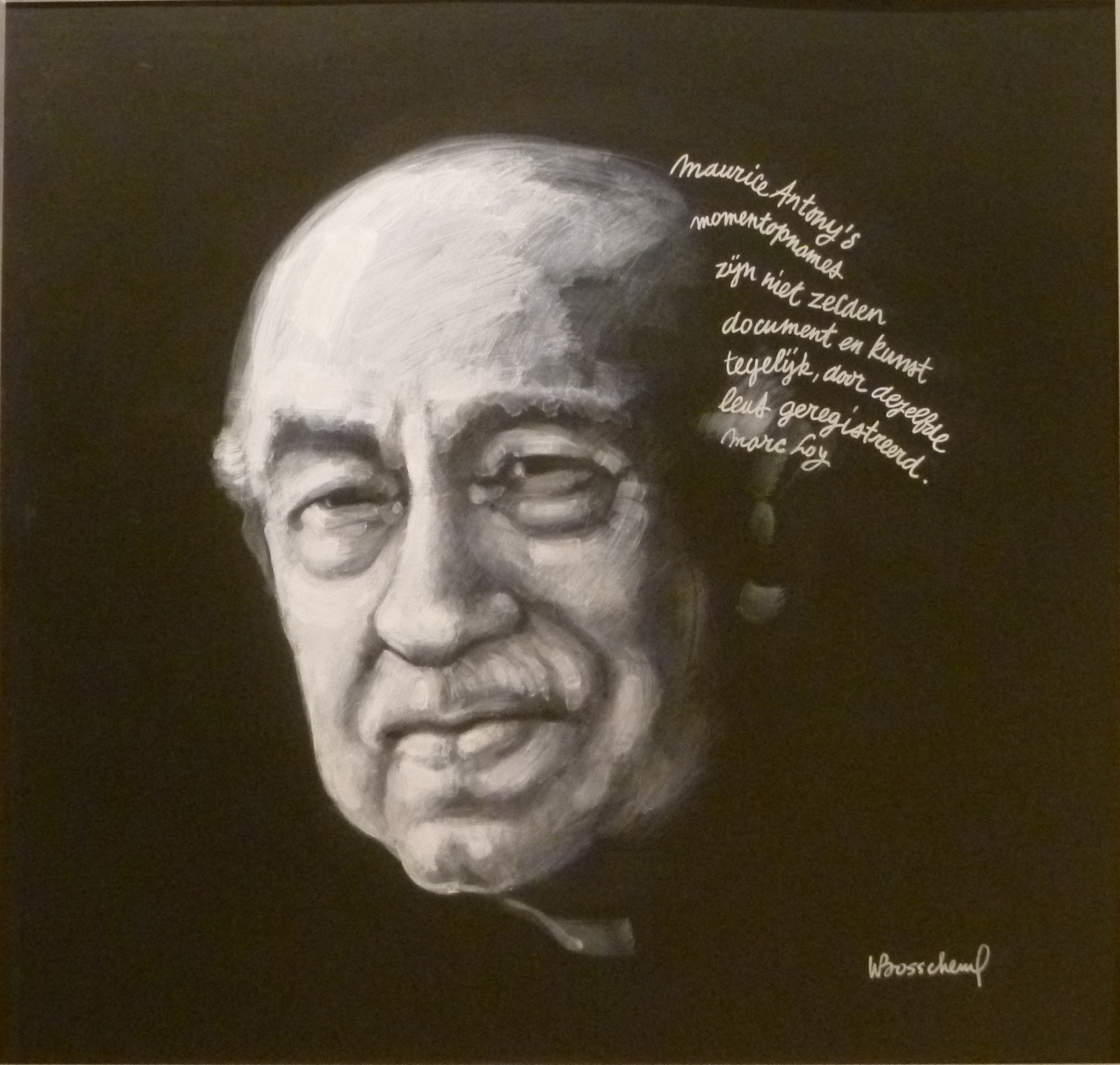
Maurice Antony, portret door de Belgische kunstschilder Willy Bosschem

## Afkomst
Zijn ouders hadden voor de Eerste Wereldoorlog een fotostudio in Ieper. Moeder Léontine Permeke was de zus van kunstschilder (en ook talentrijk amateurfotograaf) Henri Permeke en aldus de tante van de bekende schilder Constant Permeke.

## Voor de Eerste Wereldoorlog
Samen met zijn jongere broer Robert (1885-1966) ontpopte Maurice zich nog voor de Eerste Wereldoorlog als fotograaf met artistieke aspiraties en legde zo al het pittoreske van Ieper en omgeving vast. Zij bleven de traditionele portretfotografie beoefenen, waarvoor de studio van hun vader bekendstond, maar sloegen ook nieuwe richtingen in, nl. de pers- en reportagefotografie. Maurice experimenteerde met de aspecten van het licht, tegenlicht en lichtinval en dit bleek al duidelijk uit zijn inzending voor de Gevaert-wedstrijd van 1912 in Berlijn. Fotoreportages van de broers verschenen niet alleen in lokale weekbladen maar ook in nationale tijdschriften en zelfs in Noord-Franse bladen.
In die periode maakte Maurice een groot aantal foto's van het kunstpatrimonium in Ieper, de historische gebouwen en straten die nog hun middeleeuws karakter hadden behouden. Deze foto's zouden later van onschatbare waarde zijn voor de wederopbouw van de stad na de Eerste Wereldoorlog. De fotostudio van de Antony's bloeide en verhuisde naar een groter pand. Er werden bijhuizen gesticht in Poperinge en ook te Belle en Hazebroek in Noord-Frankrijk.

## Tijdens de Eerste Wereldoorlog
Tijdens de Eerste Wereldoorlog week Maurice met zijn ouders uit naar Noord-Frankrijk. Hij maakte internationale naam met zijn sobere fotografie van de oorlogssituaties en de verwoestingen in de Westhoek. Broer Robert bleef in Ieper en omgeving werken en fotografeerde de vernielingen in de brandende stad. De foto's van de vernielde Lakenhalle van Ieper werden gebruikt door de geallieerden om de barbaarsheid van de Duitsers aan te tonen. Al deze foto's werden als ansichtkaarten in het commerciële circuit gebracht. Robert meldde zich in 1918 als oorlogsvrijwilliger en kon als fotograaf talrijke foto's maken van het onmenselijke geweld en het gepokte maanlandschap tussen de frontlinies.

## Het interbellum
Vermits Ieper na de oorlog nagenoeg volledig verwoest was, verhuisde het gezin Antony naar Oostende. Maurice huwde in 1922. Intussen was hij gestopt met de portretfotografie en volledig overgeschakeld naar fotoreportages. In de eerste jaren ging hij nog regelmatig naar Ieper om nieuwe opnames van de ruïnes te maken, de heropbouw van de stad en de inwijding van oorlogsmonumenten. Hiervan werden er opnieuw een groot aantal prentkaartboekjes gemaakt die een groot commercieel succes hadden bij de talloze bezoekers aan de frontlijnen.
Ook Oostende bood interessante mogelijkheden voor een fotograaf, in het bijzonder het opkomend kusttoerisme. Maurice heroriënteerde zijn carrière. Naast de vele foto-opdrachten om den brode (feesten en plechtigheden, verenigingsleven, handel en industrie) lag zijn grootste belang ongetwijfeld in zijn artistieke fotografische kroniek van zowel het volkse (folkloristische) als het mondaine Oostende tijdens het interbellum. Hij fotografeerde de bedrijvigheid in de haven, de visserij, de scheepsbouw en andere commerciële activiteiten. De uitgaansbuurt en de vele artiesten en hooggeplaatste bezoekers aan het kursaal van Oostende boden eveneens uitstekende opportuniteiten. Ook Robert bleef actief; de broers werden door het Oostendse stadsbestuur regelmatig gevraagd om allerhande promotionele en toeristische publicaties te versieren met hun foto's. Al deze foto's hebben nu een documentair karakter. Een aanzienlijk aantal ervan werd in grote oplage afgedrukt in postkaartformaat.
De persoonlijke vriendschap van Maurice met kunstschilder James Ensor leverde een uitzonderlijke kunsthistorische schat aan foto's op van de meester in zijn dagelijkse omgeving. Hij telde ook verschillende andere Oostendse kunstenaars in zijn vriendenkring die hij uiteraard vereeuwigde op de fotografische plaat : Léon Spilliaert, Emile Bulcke, Jan De Clerck, Carol Deutsch en Constant Permeke. Een zeer bekend voorbeeld hiervan is de foto van Constant Permeke, Maurice Antony en James Ensor, gefotografeerd via een spiegelbol op 18 april 1921 in de woonkamer van James Ensor.
De gebroeders Antony traden ook op als lokale correspondenten voor een aantal (Franstalige) kranten en tijdschriften zoals Le Soir, Le Patriote Illustré, L'Illustration, het lokale weekblad Le Courrier du Littoral en de Engelstalige krant Daily Mail.

## De Tweede Wereldoorlog
Toen de Tweede Wereldoorlog uitbrak, vluchtte Maurice met zijn gezin naar Engeland. Hij vond er werk als fotoreporter voor de bladen Marine, Onafhankelijk België en La Belgique Indépendante. Omdat zijn broer zich in Engeland bevond, zijn de foto's van het gebombardeerde Oostende in mei 1940 dan ook genomen door Robert. Na het einde van de oorlog keerde Maurice terug naar Oostende en hervatte zijn werkzaamheden.

## Unieke signatuur van de foto's
De broers hadden een originele manier om hun foto's te signeren: zij gebruikten achter hun naam een cijfercode met de datum en een volgnummer (bv. 300726-8 is de achtste foto genomen op 30 juli 1926). Ook werd meestal tussen de naam en de cijfercode de plaats van de opname genoteerd. Aldus kan elke foto juist geplaatst worden in de tijd en (bijna altijd) plaats en bieden ze een houvast voor historici en onderzoekers. Beide broers bleven tot 1940 samenwerken onder de naam "Antony" en daardoor is het soms moeilijk om te bepalen wie van hen een bepaalde foto gemaakt heeft. Maar de kunstopnames zijn duidelijk het werk van Maurice Antony.

## Kleine gewoonten
Maurice had zijn eigen (kunstenaars)gewoonten. Zo droeg hij altijd een alpin (alpinomuts) die hij vlug in zijn zak kon stoppen. 
Bijna dagelijks vertoefde hij een uurtje in het casino van Oostende, niet om zelf te spelen maar om de reacties van de spelers te observeren. Maurice sprak altijd over zijn "bak" als hij het had over zijn fototoestel en werkte bijna uitsluitend met platen (plaques). Hij had weinig op met modernere fototoestellen die werkten met filmrolletjes en waarmee men vlug kiekjes kon nemen. Laatstgenoemde toestellen vond hij goed voor kinderen en toeristen, maar niet geschikt voor een beroepsfotograaf.

## Tentoonstellingen
- 1899-1949: 50 jaar fotostudio Antony, zaal "Studio" in de Adolf Buylstraat, Oostende, 1949
- De zee en het vissersvolk gezien door de fotograaf Maurice Antony, Jabbeke, 1981
- Fotografie vroeger en nu, Gemeentekrediet van België, Brussel, 1982
- Antony d'Ypres, Ieper, 1987
- Antony en Westende, Middelkerke, 1989
- Ensor door Antony, Museum Ensorhuis, Oostende, 1989
- Retrospectieve tentoonstelling in de Venetiaanse Gaanderijen, Oostende, 1998
- Retrospectieve in het Stedelijk Museum van Ieper, 2007
- Ieper/IJzer 1914[1], In Flanders Fields Museum, Ieper, 2014-2015
- "Oostende door de lens van Antony" - tentoonstelling in de Venetiaanse Gaanderijen, Oostende 11/06 - 30/10/2022

## Verzamelingen
- Brussel: Koninklijk Museum van het Leger en de Krijgsgeschiedenis
- Ieper: Stedelijk Museum & In Flanders Fields Museum[2]
- Londen: Imperial War Museum
- Middelkerke: Gemeentearchief
- Oostende: Mu.ZEE (ex verz. M.S.K.O) , Ensorhuis en stad Oostende
- Stad Oostende verwierf in 2017 meer dan 16.000 negatieven uit de nalatenschap van de gebroeders Antony.